# جون كريج
كان جون كريج (منذ عام 1512 حتى 12 ديسمبر 1600) مصلحًا وزميلًا لجون نوكس. كان في الأصل من الدومينيكان، وأصبح وزيرًا في كنيسة اسكتلندا، وتحمل مسؤوليات إضافية كبيرة ولعب دورًا مؤثرًا في الإصلاح الاسكتلندي.
تلقى كريج تعليمه في سانت أندروز، وبعد ذلك انتقل إلى إنجلترا، وأصبح معلمًا في عائلة اللورد داكر. ترقى إلى رتبة الرهبان الدومينيكانيين في بولونيا، حيث عمل رئيسًا للمبتدئين وشغل منصب رئيس الجامعة لعدة سنوات. منحه دوره حق الوصول لقراءة أعمال جون كالفن الخاضعة للرقابة البابوية، وعند قراءة تأسيس الديانة المسيحية، قبِل كريج تعاليمهم. لهذا السبب، أدانته محاكم التفتيش وحُكم عليه بالإحراق بتهمة الهرطقة في أغسطس 1559 لكنه هرب من السجن في روما. عاد، عبر فيينا، إلى إدنبرة في عام 1561، وانضم إلى حزب الإصلاح، وعُيِّن وزيرًا لكنونغ في ذلك العام. في عام 1562 أصبح زميلًا لجون نوكس في سانت جايلز، حيث عمل لمدة تسع سنوات.
أعلن كريج أن الزواج بين الملكة ماري وبوثويل أمر فاضح. انتُخب كريج مديرًا لمناقشة الجمعية العامة للمرة الثالثة في عام 1581. وساعد في تجميع كتاب الانضباط الثاني الذي وقعه الملك جيمس السادس، ثم انتقد جلالة الملك لعدم تعامله بعدل مع شعبه. وهو مؤلف وكاتب ترانيم. توفي كريج عن عمر يناهز 88 عامًا.

## بدايات حياته (1512-1537)
ولد جون كريج حوالي عام 1512. قُتل والده في معركة فلودن عام 1513، مثلما قُتل والد جون سبوتيسوود. درس كريج الفلسفة في جامعة سانت أندروز وربما شهد حرق باتريك هاميلتون وهنري فورست. بعد التخرج عمل مدرسًا لأبناء اللورد داكر لمدة عامين في شمال إنجلترا.
عاد إلى اسكتلندا ودخل الرهبنة الدومينيكية في ديرتهم في سانت أندروز. غادر عام 1537 إلى إنجلترا بعد تبرئته من شبهات الهرطقة بعد عدة أشهر من الاعتقال، وكان عمره حوالي 23 عامًا. كان يأمل أن يدرس في كامبريدج بمساعدة اللورد داكر لكنه أصيب بخيبة أمل ثم سافر إلى روما عبر فرنسا.

## من إيطاليا إلى اسكتلندا (1560-1561)
شق كريج طريقه إلى فيينا، حيث كان يعظ أمام الإمبراطور ماكسيميليان الثاني بصفته دومينيكانيًا، وسرعان ما أصبح المفضل في المحكمة، لكن طالب البابا الجديد بيوس الرابع باستسلامه. أعطاه الإمبراطور رسائل ساعدته على الوصول بأمان إلى إنجلترا، وهرب في عام 1560. ومن المعروف أن جون ويلوك، أحد «الـ جون الستة» من الاعتراف الاسكتلندي (هو اعتراف إيمان كتبه ستة من قادة الإصلاح البروتستانتي في اسكتلندا عام 1560) كان في لندن في صيف عام 1560 واقتُرح عقد اجتماع، ووصف كير حدوث ذلك بأنه «أكثر من مرجح». عاد كريج إلى اسكتلندا عام 1561 حيث بشر (باللاتينية) في كنيسة ماجدالين في كاوجيت في إدنبرة.

## وزارة الرعية

### في إدنبرة (1561-1571)
أصبح جون كريج وزيرًا لدولة كنونغ في عام 1561، مما جعله قسيسًا ملكيًا لملكة اسكتلندا ماري في قصر هوليرود في إدنبرة.  في أبريل 1562، طلب جون نوكس أن يصبح كريج زميلًا له في كاتدرائية سانت جايلز، وحدث ذلك فعلًا وفقًا لفاستي في عام 1563.  كتب المجلس:
«إن المجلس الذي يتفهم الأعمال الشاقة والمضنية التي أداها وزيرهم جون نوكس في الوعظ ثلاث مرات في الأسبوع، ومرتين في يوم الأحد، يأمر بالإجماع أن يلتمس ويقنع السيد جون كريج، وزير الكنونغ الحالي، بقبول نصف تكلفة الوعظ في كيرك أدنبرة المذكورة، مقابل عمل صالح يمكن الاتفاق عليه».
يبدو أنه كانت هناك مشكلة في راتب كريج، لكن أكد كير: «بغض النظر عن مشاكل الراتب، من الواضح تمامًا ... أن كريج كان أحد وزراء سانت جايلز اعتبارًا من صيف عام 1562». يبدو أن كل من نوكس وكريج دعما بعضهما البعض بالخدمات. يتابع كير: «بسبب وجود كريج في سانت جايل، تمتع نوكس بقدر أكبر من الحرية في الحركة لمتابعة عمله التبشيري أكثر مما كان سيحصل عليه لو لم يحدث ذلك». انقسم العمل الرعوي إلى قسمين وأجرى كلا الواعظين جولات لتعزيز قضيتهما في أجزاء أخرى من البلاد: نوكس في نيثسدال، وجالوي وكايل في خريف 1562، وكريج في جيدبرج في العام التالي. تمكنوا لاحقًا من مغادرة إدنبرة في وقت واحد في عام 1564 عندما عاد كريج إلى كنائس ميرس لمدة شهر، بينما انخرط نوكس في أعمال مماثلة شمال فورث. دعم الرجلان بعضهما البعض في الحياة العامة أيضًا. كان نوكس مسرورًا من نبرة كريج ضد النبلاء ووصفه بأنه «خادم الله الجدير». أيد كريج نوكس في الجمعية العامة أيضًا. في النقاش حول العلاقات بين الكنيسة والدولة وموضوع قداس الملكة، جادل نوكس لحرمان الملكة من القدّاس، وقدم حججًا داعمة عن مقاومة الحكام، في حين سمح جون وينرام وجون دوغلاس لها بالاحتفال به.
قدم كريج التماسًا شخصيًا إلى الجمعية العامة في يونيو 1566. ورغب في أن «ينضم إليه جون كيرنز الذي قرأ الصلوات وحثه لمدة أربع سنوات وأكثر في إدنبرة، وأصبح معروفًا بشكل جيد فيها». أمرت الجمعية كنيسة إدنبرة بمساعدة جون سبوتيسوود بالنظر في الأمر. على ما يبدو لم تُحقق هذه الرغبة، إذ يظهر اسم كيرنز في «محضر مجلس المدينة» لسنوات عديدة بعد ذلك على أنه مجرد اسم «قارئ». ذُكر لأول مرة في هذا المحضر كوزير في 13 نوفمبر 1584، وفي 15 يوليو 1586، على أنه «من الوزراء العاديين في هذا البرغ (كان البرغ بعبارات بسيطة مدينة تتمتع بامتيازات خاصة يمنحها ميثاق ولديها مجلس مدينة لإدارة شؤونها). ويمكن تفسير هذا الإجراء المستقل من جانب كريج على أنه خيانة لنوكس الذي لا يزال غائبًا عن إدنبرة، ولكن في هذا الوقت، كان كريج إلى جانب عمله في الجمعية العامة، هو المسؤول الوحيد في سانت جايلز وفي حاجة ماسة إلى مساعدة.